# Peperomia prostrata
Peperomia prostrata – gatunek rośliny z rodziny pieprzowatych. Pochodzi z dżungli Ameryki Południowej (Ekwador). W Polsce jest czasami uprawiana przez hobbystów jako ozdobna roślina pokojowa.

## Charakterystyka
Jest epifitem. W swojej ojczyźnie rośnie w puszczy tropikalnej na drzewach. Ma wiszące pędy i bardzo drobne, grube i mięsiste liście z wyraźnie widocznym charakterystycznym rysunkiem. Posiada najdrobniejsze liście wśród uprawianych gatunków peperomii. Rośnie dość szybko, około 10 cm rocznie.

## Uprawa
Gatunek trudny w uprawie, ale przy pewnej wprawie i staraniu możliwy do utrzymania w warunkach mieszkaniowych.
- Wilgotność. Wymaga dużej wilgotności powietrza, szczególnie gdy jest ciepło. Należy ustawić jej doniczkę na podkładzie ze stale wilgotnego torfu, w zimie lepiej przetrzymywać ją w kuchni, gdzie jest bardziej wilgotno. Nie musi natomiast stać w pełnym słońcu, wystarczy jej średnie oświetlenie.
- Temperatura. W lecie nie powinna przekroczyć 24 °C, w zimie nie powinna być niższa niż 16 °C
- Rozmnażanie. Po 2 latach uprawy staje się nieładna i należy ją odnowić przez ukorzenienie nowej sadzonki. Sadzonki wykonuje się wiosną z pędu wierzchołkowego o długości ok. 2,5 cm. Po zanurzeniu w ukorzeniaczu sadzi się je do piasku lub ziemi liściowej, przykrywa folią i trzyma w temperaturze ok. 18 °C.
- Zabiegi uprawowe. Podlewa się ją rzadko; w lecie co 10 dni, zimą co 14–18 dni, koniecznie wodą bezwapienną. W lecie należy co 2 tygodnie nawozić płynnym nawozem wieloskładnikowym. Zakurzone liście czyścić tylko przez spryskiwanie ciepłą wodą. Nie wymaga cięcia.